# Hoplia uniformis
Hoplia uniformis är en skalbaggsart som beskrevs av Edmund Reitter 1885. Hoplia uniformis ingår i släktet Hoplia och familjen Melolonthidae. Inga underarter finns listade i Catalogue of Life.